# Русакова, Таисия Андреевна
Таисия Андреевна Русакова (род. 2 октября 1943, Кировская область) — доярка совхоза имени 60-летия Советской Украины Марьинского района Донецкой области. Депутат Верховного Совета СССР 11-го созыва.

## Биография
Окончила семилетнюю школу. В 1958—1965 годах — почтальон, работница совхоза в Кировской области РСФСР.
В 1965—1968 годах — работница садоводческой бригады, доярка совхоза «Мариупольский» Донецкой области.
С 1968 года — доярка совхоза имени 60-летия Советской Украины Марьинского района Донецкой области.
Окончила вечернюю среднюю школу. Образование среднее специальное. Без отрыва от производства закончил зоотехническое отделение Донецкого совхоза-техникума.
Член КПСС с 1976 года.
Потом — на пенсии в поселке Луганском Марьинского района Донецкой области.

## Награды
- орден Ленина
- орден Трудового Красного Знамени
- медаль «За трудовое отличие»
- медали